# Jamal Lasri
Jamal Lasri (en árabe: جمال العسري) nació en 1973 en Casablanca, es un químico marroquí y portugués. Obtuvo su licenciatura en ciencias químicas por la Universidad Hasán II de Casablanca (Marruecos) en 1997. Después, se trasladó a España para realizar sus estudios de doctorado, en la Facultad de Farmacia de Valencia, bajo la supervisión del Prof. José Sepúlveda-Arques. Su tesis doctoral se centró en la síntesis de derivados de pirido[3,2-d]pirimidina-2,4-dionas, en el estudio de nuevas rutas sintéticas de N-tosilguanidinas por apertura del anillo de 1,2-dihidro-2-tosiliminopirimidinas, y en la reacción de transamidación intermolecular de N-carbamoilmetil-N’-tosilguanidinas en presencia de aminas primarias., Obtuvo el grado de doctor en química orgánica por la Universidad de Valencia en 2004 (Sobresaliente cum laude).

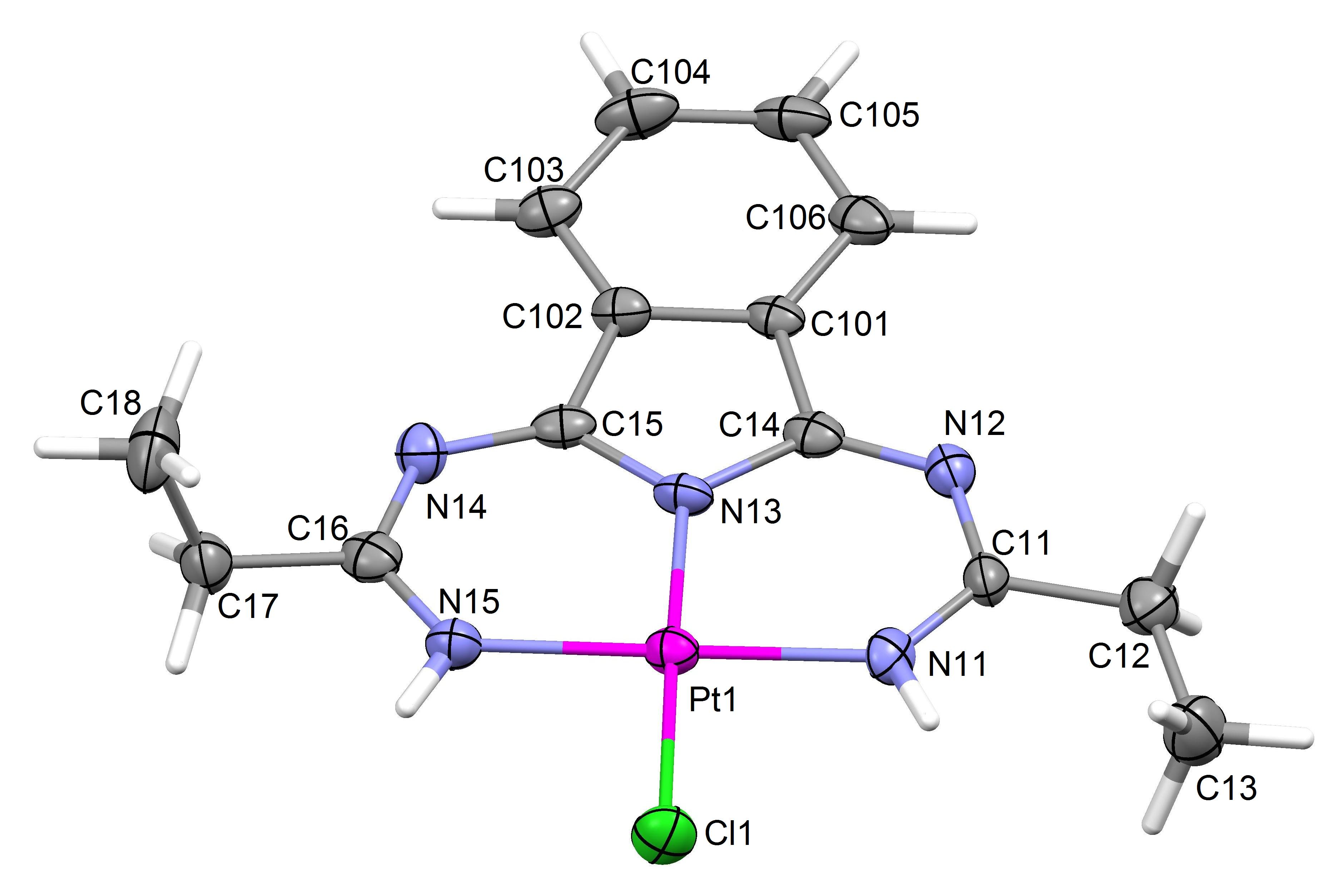
Crystal structure of one of the molecules of (1,3,5,7,9-pentaazanona-1,3,6,8-tetraenato) platinum(II) complex reported by Lasri et al. in Inorg. Chem. 2012, 51, 10774.

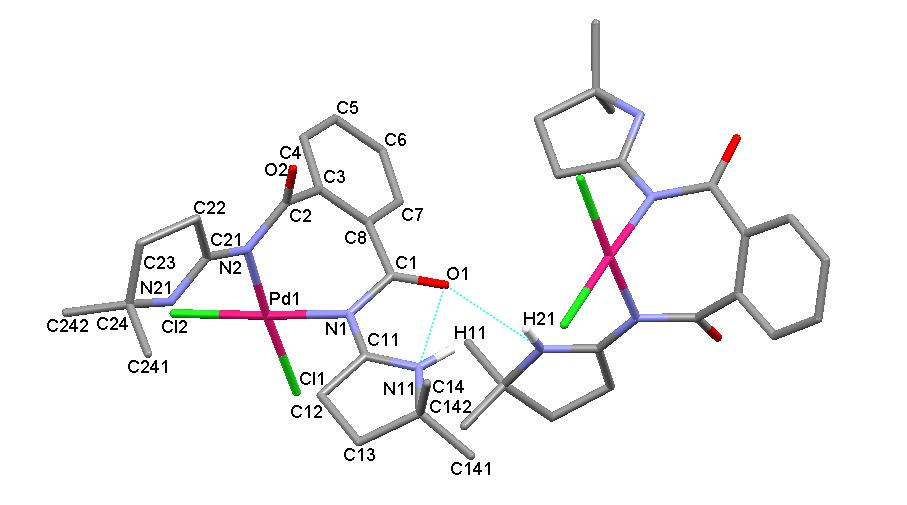
Partial stick representation of the crystal packing diagram of bis-(pyrrolidin-2-ylidene)-phthalamide palladium(II) complex reported by Lasri et al. in Chem. Eur. J. 2008, 14, 9312.

## Carrera
En septiembre de 2004, comenzó una estancia postdoctoral financiada por una beca de la Fundación Bancaja - Caja Castellón en el grupo del Prof. Santiago Vicente Luis Lafuente de la Universidad Jaime I de Castellón (España). Su trabajo en el grupo se basó principalmente en el diseño, la síntesis de nuevos sistemas poliméricos de cobre conteniendo un ligando bis(oxazolina) y su aplicación como catalizadores heterogéneos en la reacción de ciclopropanación de alquenos.

En mayo de 2005, se trasladó a Portugal para trabajar como investigador postdoctoral a través de una beca financiada por la Fundación para la Ciencia y la Tecnología en el grupo del Prof. Armando Pombeiro del Centro de Química Estrutural del Instituto Superior Técnico de la Universidad Técnica de Lisboa.

En enero de 2008, fue nombrado investigador independiente (Programa Ciência 2007) en el Instituto Superior Técnico. Su investigación se enfocó en la síntesis de complejos heterocíclicos metálicos (vía [2+3] cicloadición),,, reacciones asistidas por microondas, reacciones de acoplamiento carbono-carbono en agua o en dióxido de carbono supercrítico (scCO2), oxidación de alcoholes, y alcanos.,

En septiembre de 2013, fue nombrado profesor titular en la Universidad del Rey Abdulaziz (Yeda, Arabia Saudita).

Desde junio de 2015, es profesor catedrático de química orgánica y responsable del laboratorio de resonancia magnética nuclear.

Prof. Lasri publicó un número significativo de artículos en revistas científicas de factor de impacto elevado (algunos en colaboración con el exministro de Educación y Universidades en el VIII Gobierno Constitucional de Portugal Prof. João José Rodiles Fraústo da Silva) y patentes, coordinó y participó también en varios proyectos nacionales y internacionales.

Es también referee de varias revistas científicas como Organometallics, Molecules, Inorganica Chimica Acta, Journal of Heterocyclic Chemistry, Central European Journal of Chemistry, Letters in Organic Chemistry, Journal of Organometallic Chemistry, Journal of Chemistry e Inorganic Chemistry.